# Château de Broughton
Le château de Broughton est un manoir médiéval fortifié situé dans le village de Broughton, à environ trois kilomètres au sud-ouest de Banbury dans l'Oxfordshire, en Angleterre, sur la route B4035. C'est la demeure de la famille Fiennes (Twisleton-Wykeham-Fiennes), barons Saye et Sele. Le château se trouve sur une île artificielle dans les pâturages et est entouré de larges douves. De l'autre côté du petit pont se trouve l'église paroissiale Sainte-Marie-la-Vierge, entourée de son cimetière historique. Bâtiment classé , il ouvre au public pendant l'été.

## Histoire
Le château est construit comme manoir par Sir John de Broughton en 1300 à un endroit où la confluence de trois ruisseaux créé un site naturel pour un manoir entouré de douves. La maison est vendue en 1377 à William de Wykeham, évêque de Winchester, et reste dans la même famille depuis cette époque. La maison d'origine est crénelée en 1406 par Sir Thomas Wykeham. En 1451, il passe par héritage à la famille Fiennes, les barons Saye et Sele. À partir de 1550, Richard Fiennes transforme le manoir médiéval en maison de style Tudor, agrandissant considérablement l'édifice . Jacques Ier séjourne au château de Broughton à plusieurs reprises.
Au XVIIe siècle, William Fiennes (1er vicomte Saye et Sele), connu sous le nom de « Old Subtlety », est l'un des principaux militants contre Charles Ier. En conséquence, le château est utilisé par des sympathisants parlementaires  tels que John Pym et John Hampden, comme lieu de rencontre dans la décennie qui précède la guerre civile. Le 1er vicomte lève des troupes pour lutter contre le roi lors de la bataille peu concluante d'Edgehill en 1642. Les jours suivants, les troupes royalistes assiègent le château, vainquant rapidement les défenseurs et occupant le château pendant un certain temps. Après la fin des hostilités, des travaux de reconstruction sont entrepris pour réparer les dommages causés par les canons royalistes. Lord Saye et Sele échappe à la signature de l'arrêt de mort de Charles Ier et peut faire la paix avec la Couronne après la restauration anglaise.
Broughton tombe en ruine au XIXe siècle mais est finalement sauvé par le Vénérable Frederick Fiennes (16e baron Saye et Sele), qui est archidiacre de Hereford et qui fait venir l'éminent architecte victorien George Gilbert Scott. Au tournant du siècle, la maison est louée par la mondaine édouardienne Lady Algernon Gordon-Lennox, qui transforme les jardins  et héberge Édouard VII au château. C'est la maison d'enfance de Ivy Cavendish-Bentinck (en), duchesse de Portland.
C'est toujours la maison de la famille Fiennes.

## Pièces principales

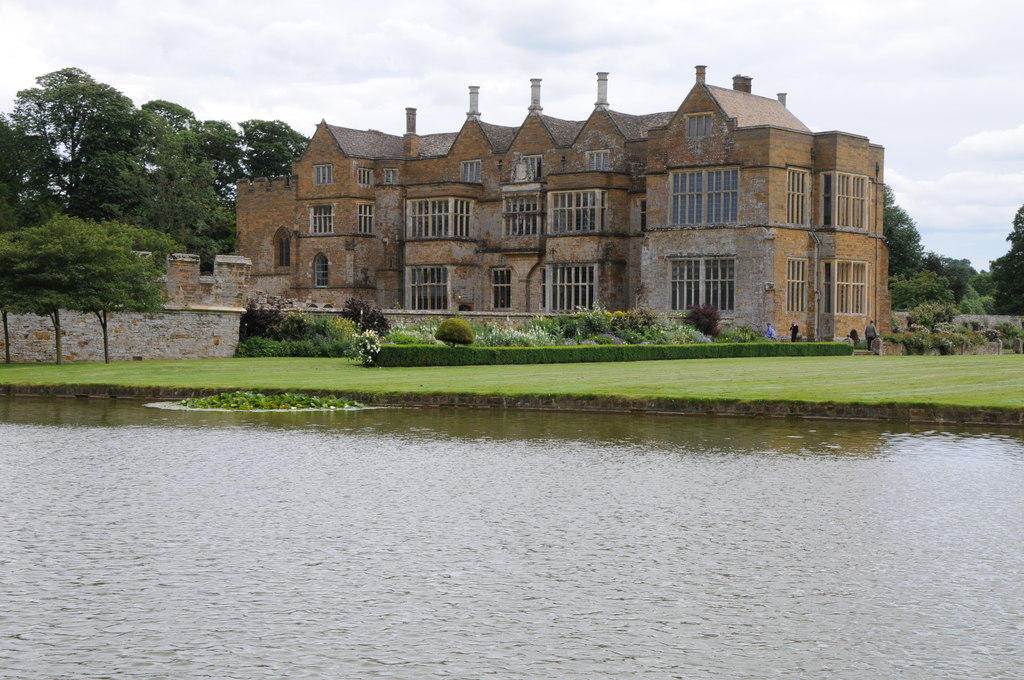
La façade principale

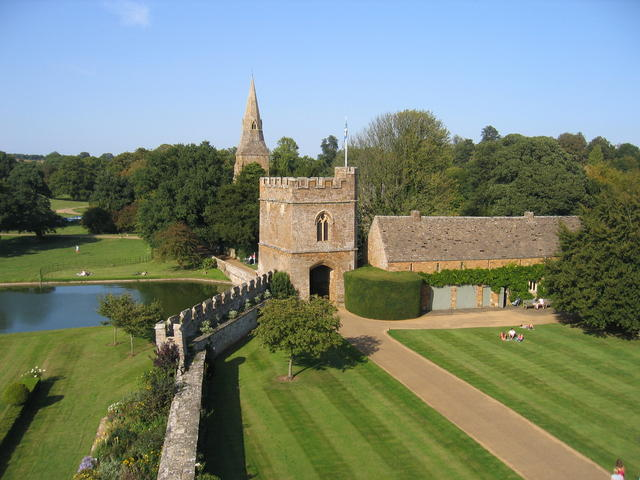
La guérite

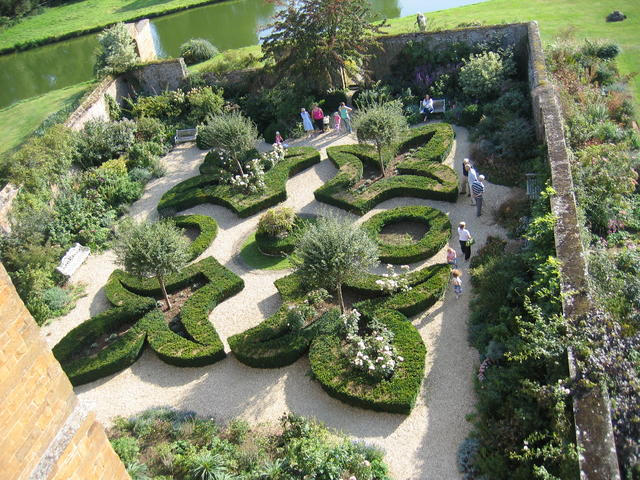
Jardin à la française

La maison de gardien date de 1406, et le bloc à sa gauche, maintenant le magasin et le café, a des fenêtres gothiques donnant sur les douves. La façade principale est médiévale à gauche, mais de style maison prodige élisabéthaine au centre et à droite. La chapelle est décorée de style gothique du XIVe siècle, les autres pièces principales qui sont ouvertes, sont principalement élisabéthaines. La grande salle longe la façade. A l'étage il y a une longue galerie donnant sur les jardins à l'arrière,,. Le bâtiment a également un Solar, mais celui-ci est ensuite converti en une aile de cuisine .
Les meilleures chambres ont deux cheminées très élaborées, dans la chambre de la reine (utilisée par Anne de Danemark) une en pierre fortement décorée d'ornements dans un style " proclamant la Renaissance mais révélant en même temps une compréhension encore très imparfaite de ce dont il s'agissait ". C'est probablement le travail d'un sculpteur local ayant accès à un livre de modèles d'ornements tels que ceux de Hans Vredeman de Vries ,.
Il y a plusieurs beaux plafonds en plâtre, le plus spectaculaire dans le grand salon au premier étage et la salle du chêne en dessous. Il y a du papier peint chinois du XVIIIe siècle de différents motifs d'arbres, d'oiseaux et de fleurs dans trois chambres, en très bon état. Au niveau du toit, il y a une pièce que l'on croit être celle "sans oreilles", où le 1er vicomte a comploté avec les dirigeants parlementaires dans les années précédant la guerre civile ,.

## Au cinéma et à la télévision
Des scènes des films La pantoufle et la rose (1976), Le Mouron rouge (1982), Oxford Blues (1984), Tels pères, telle fille (1990), La Folie du roi George (1994), Shakespeare in Love (1998 ) et Jane Eyre (2011) ont été tournées au château. Des tournages télévisés pour des parties d'Elizabeth The Virgin Queen, Friends and Crocodiles, 1975 Morecambe and Wise Christmas Show, Hilary Mantel 's Wolf Hall, Keeping Up Appearances et les titres de Noel's House Party y ont également eu lieu.
En août 1981, le groupe de folk rock britannique Fairport Convention organise son concert de réunion annuelle au château de Broughton, plutôt qu'à l'emplacement habituel de Cropredy . Le concert a été enregistré et publié sur l'album Moat on the Ledge (1982).